# Факуа

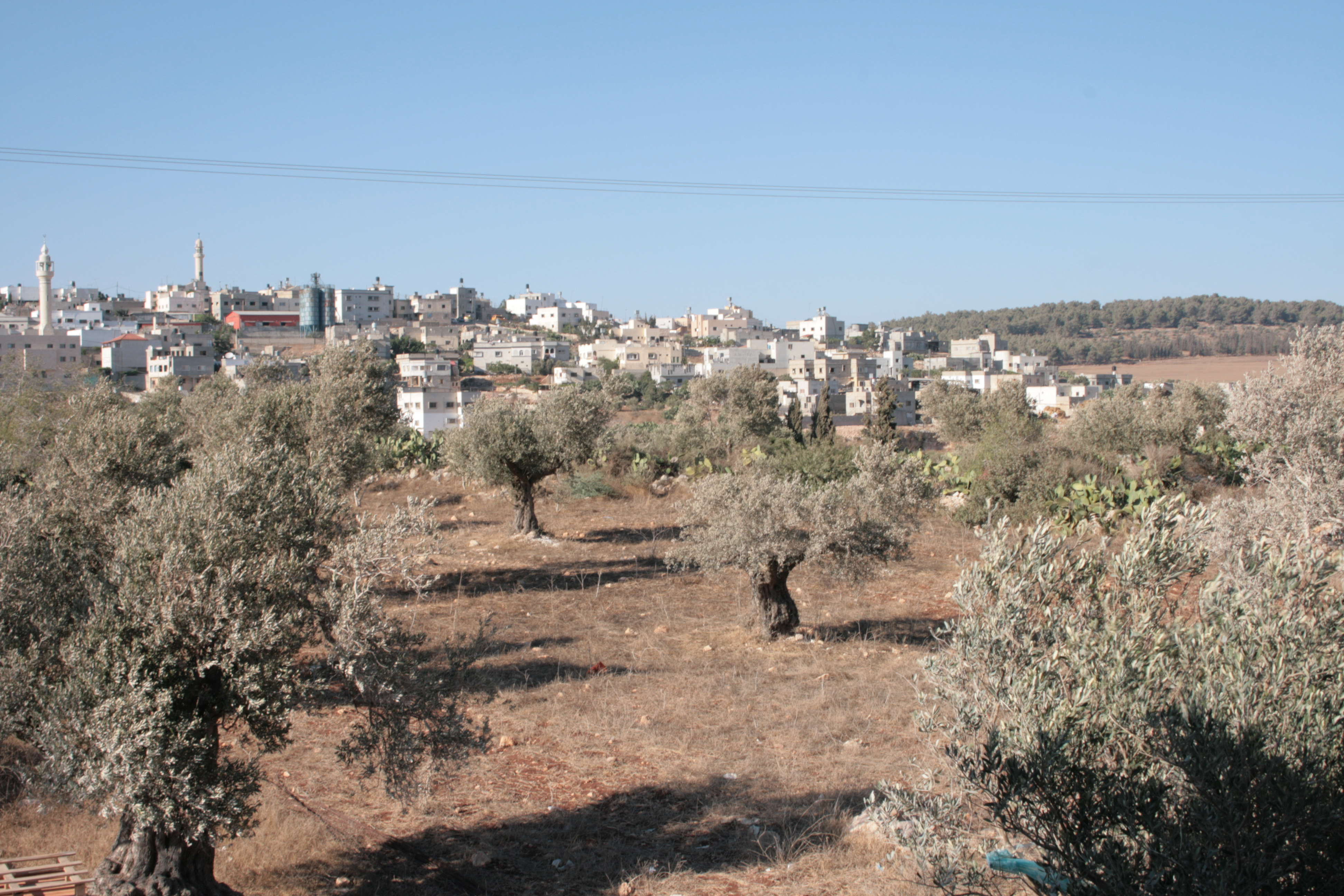
Вид в окрестностях деревни.

Факуа (араб. فقوعة‎) (англ. Faqoa) — деревня в Палестинской автономии (Западный берег реки Иордан). Население 3500 жителей, площадь — 7,7 квадратных километров. Расположен вдоль зелёной линии, рядом с горным хребтом Гильбоа.
Деревня известна своим опунциевыми плантациями.
1. ↑  Этот населённый пункт расположен на территории Западного берега реки Иордан, который рассматривается ООН как оккупированная Израилем палестинская территория?!.